# М-87 (двигатель)
М-87 — советский поршневой авиационный двигатель, разработанный под руководством А. С. Назарова, В. Я. Климова и С. К. Туманского.
М-87 являлся дальнейшим развитием М-86, советской версии французского двигателя Гном-Рон Mistral Major. Выпускался в двух модификациях (М-87А и М-87Б). По сравнению с прототипом подняли степень сжатия, повысили за счет нагнетателя номинальную высоту полета. Мотор стал всего на 5 кг тяжелее своего предшественника, но мощность на высоте поднялась до 950 л. с, в то время как взлетная была на уровне 925 л. с. В то же время, двигатель М-87 уже имел существенные конструктивные отличия от М-86, в частности на моторе М-87А:
- изменена конструкция головки цилиндра (увеличено оребрение, изменено резьбовое соединение с гильзой, изменены размеры в связи с увеличением степени сжатия);
- полностью заменены поршни (другая геометрия в связи с изменением степени сжатия, увеличено число поршневых колец);
- изменен вход в ПЦН и изменена его конструкция в связи с увеличением высотности.

На модификации М-87Б кроме того:
- усилен картер;

- введено азотирование гильз цилиндров для уменьшения износа и повышения ресурса;

- для улучшения охлаждения поршней на их боковой внутренней поверхности установлены ребра;

- заменены карбюратор и регулятор числа оборотов более совершенными.

М-87 запустили в серию весной 1938 года. Но многочисленные рекламации по поводу разрушения шестерен редукторов двигателей вынудили ВВС уже в мае прекратить приемку моторов этого типа. Двигатели не вырабатывали положенного ресурса в 100 часов, едва достигая 50. Причиной явилось отклонение от исходной французской технологии, по которой изготавливались прототипы М-87, в сторону упрощения. Когда завод вновь начал точно соблюдать процесс термообработки, положение исправилось, и в августе приемку возобновили. В конце концов ресурса в 100 часов достигли, а на модификации М-87Б с усиленным нагнетателем получили даже 150 часов.
Моторы М-87 устанавливались на бомбардировщик Ил-4 (ДБ-З), на истребители И-180, штурмовики Су-2 и некоторые другие.